# Franco luxemburgués
El franco luxemburgués fue la moneda oficial de Luxemburgo antes de la sustitución por el euro el 1 de enero de 2002. Un franco luxemburgués se dividía en 100 céntimos. El código ISO 4217 para esta unidad monetaria es LUF.
Era equivalente al franco belga, tanto en valor como en validez de uso. Se podían usar tanto en Luxemburgo como en Bélgica las monedas y billetes de ambas divisas.
El tipo de cambio preestablecido con respecto al euro fue de 1 € = 40,3399 LUF.

## Historia
Hasta 1795 la unidad monetaria de Luxemburgo era la libra, dividida en 20 sólidos, y cada uno de estos en 4 liards. A finales del siglo XVIII, se acuñaron monedas de ½ y 2 liards, y de 1, 3, 6, 12 y 72 sólidos, utilizándose el cobre en los liards y la plata y el vellón para los sólidos. La última moneda acuñada en 1795 fue un sólido del Sitio a Luxemburgo.
La conquista de muchos países de la Europa occidental por parte de las tropas napoleónicas hizo que el franco francés circulara ampliamente por estos territorios, incluyendo a Luxemburgo. Sin embargo, su incorporación a los Países Bajos hizo que Luxemburgo adoptara el florín neerlandés como su moneda. Tras independizarse Bélgica de Holanda, se adoptó el franco belga en 1839 y circuló en Luxemburgo hasta 1842, y nuevamente desde 1848. Durante el periodo abarcado entre 1842 y 1848, y como miembro de la Unión Aduanera alemana, se utilizó el thaler prusiano.
En 1854 Luxemburgo comenzó a acuñar su propio franco, con la paridad fijada respecto del franco belga. El franco luxemburgués se unió a la Unión Monetaria Latina en 1865 junto con Bélgica. En 1926 Bélgica abandonó la Unión, sin embargo siguió existiendo la unión económica y monetaria con Luxemburgo creada en 1921, estableciendo las bases para una Unión Económica Belgo-Luxemburguesa creada en 1932. En 1935 se revisó las tasas de cambio de los dos francos, estableciéndose el cambio de 1 LUF = 1¼ BEF.
En mayo de 1940 el franco tuvo que unirse al Reichsmark alemán con una tasa de 4 LUF = 1 RM. En julio del mismo año esta tasa cambió a 10 LUF = 1 RM. El 26 de agosto de 1940 el Reichsmark pasó a ser aceptado en Luxemburgo y el 20 de enero de 1941 solamente el Reichsmark fue la moneda de curso legal en el Gran Ducado, aboliendo el franco luxemburgués. En 1944 se restableció el franco, una vez más unido al franco belga.

## Elfranco belgaen Luxemburgo
Entre 1944 y 2002, 1 LUF se correspondía con 1 BEF. Dentro de Luxemburgo los francos belgas eran aceptados, al igual que en Bélgica lo eran los francos luxemburgueses. Sin embargo, el pago con billetes normalmente era rechazado por los comerciantes belgas. Con muy pocas excepciones, las monedas eran idénticas en tamaño, forma y composición, aunque tenían diseños distintos.

## Monedas
Las primeras monedas se acuñaron en 1854, en denominaciones de 2½, 5 y 10 céntimos. En 1901 las monedas de 5 y 10 céntimos de bronce se sustituyeron por otras de cuproníquel. Entre 1915 y 1916 se introdujeron monedas de zinc de 5, 10 y 25 céntimos en las zonas ocupadas por los alemanes. Tras la I Guerra Mundial se acuñaron monedas de hierro en las mismas denominaciones anteriores hasta que se restableció el cuproníquel en 1924 junto con las monedas de 1 y 2 francos de níquel. Las monedas tenían escrita la leyenda Bon pour, lo que implicaba que eran fichas válidas por 1 o 2 francos. Estas leyendas también aparecían en las monedas belgas y francesas de la época.
En 1929 se acuñaron las primeras monedas de 5 y 10 francos, y un año más tarde se introdujeron denominaciones de 5, 10 y 25 céntimos de bronce, más pequeñas que las anteriores emisiones, y 50 céntimos de níquel. La última acuñación antes de la II Guerra Mundial fueron las denominaciones de 25 céntimos y 1 franco de cuproníquel entre 1938 y 1939.
Las primeras monedas acuñadas tras la Guerra fueron denominaciones de 25 céntimos de bronce y 1 franco de cuproníquel en 1946. A estas las siguieron 5 francos de cuproníquel en 1949. En 1952 el tamaño de la moneda de 1 franco se redujo para adaptarse al del franco belga, introducido en 1950. Desde este momento, todas las acuñaciones luxemburguesas utilizaban el mismo tamaño y composición que los francos belgas, exceptuando la moneda de 25 céntimos. En 1971 se acuñó una moneda de 10 francos de níquel, seguidas de 20 francos de bronce-níquel en 1980 y 50 francos de níquel en 1987.

Antes de la entrada del euro se encontraban en circulación monedas con valor de:
| Imagen | Denominación | Metal    | Canto    | Diámetro (mm) | Peso (g) | Anverso                                        | Reverso                                                                                         |
| ------ | ------------ | -------- | -------- | ------------- | -------- | ---------------------------------------------- | ----------------------------------------------------------------------------------------------- |
|        | 1 Franco     | Ni+Fe    | Liso     | 18,00         | 2,75     | Gran Duque Juan - JEAN GRAND-DUC DE LUXEMBOURG | 1 F - Corona - LËTZEBUERG - año de acuñación                                                    |
|        | 5 Francos    | Cu+Al+Ni | Liso     | 24,00         | 5,50     | Gran Duque Juan - JEAN GRAND-DUC DE LUXEMBOURG | 5 F - Corona - Ramas de roble - año de acuñación 5 F - Corona - LËTZEBUERG - año de acuñación   |
|        | 20 Francos   | Cu+Ni+Al | Liso     | 25,65         | 8,50     | Gran Duque Juan - JEAN GRAND-DUC DE LUXEMBOURG | 20 F - Corona - Ramas de roble - año de acuñación 20 F - Corona - LËTZEBUERG - año de acuñación |
|        | 50 Francos   | Níquel   | Estriado | 22,75         | 7,00     | Gran Duque Juan - JEAN GRAND-DUC DE LUXEMBOURG | 50 F - Corona - Ramas de roble - año de acuñación 50 F - Corona - LËTZEBUERG - año de acuñación |

## Billetes

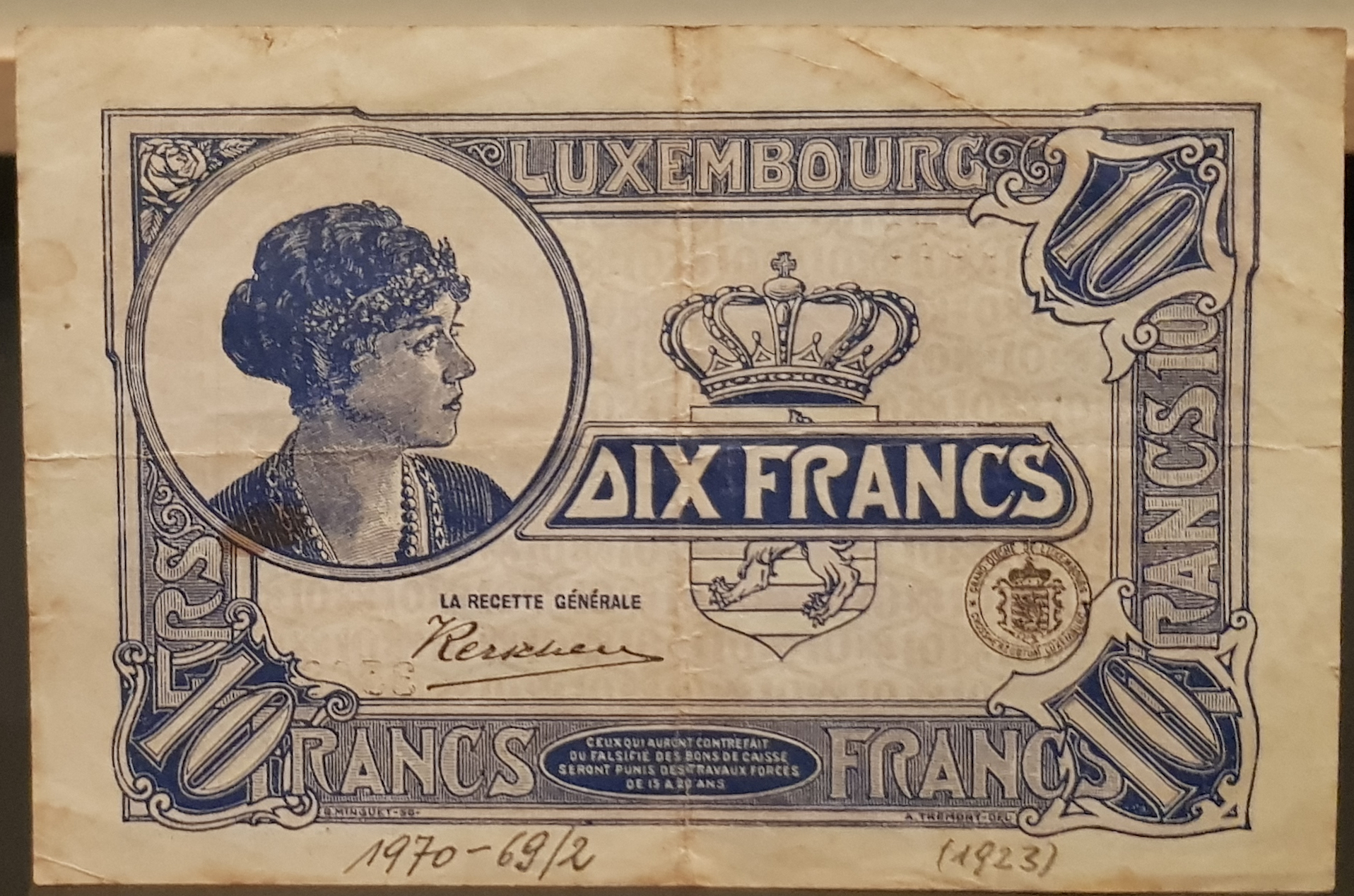
Billete de 10 francos, 1924.

Tras la I Guerra Mundial los billetes los emitía el Banco Internacional de Luxemburgo y el Banco Nacional, con las denominaciones en thaler, marcos, y ocasionalmente francos, con una tasa de cambio de 1 franco = 80 pfennig.
En 1914 se emitieron bonos del Estado. La primera serie tenía la denominación en francos y en marcos, pero estos fueron los últimos billetes en mantener la denominación de la moneda alemana. Las denominaciones fueron de 1, 2, 5, 25 y 125 francos. En 1919 una segunda serie de bonos se imprimió con denominaciones de 50 céntimos y 500 francos. En 1923, el Banco Internacional de Luxemburgo emitió los primeros billetes de 100 francos que continuaron hasta la década de los 80. En 1932 el Estado introdujo billetes de 50 francos, seguidos por los de 1000 francos en 1940.
En 1944, tras la liberación, se introdujeron nuevas denominaciones de 5, 10, 20, 50 y 100 francos. Los billetes de 5 francos fueron reemplazados por monedas en 1949, y en 1971 los de 10 francos, los de 20 LUF en 1980 y los de 50 LUF en 1987.
En 1985, el Instituto Monetario de Luxemburgo tomó la competencia de emitir los billetes e introdujo el primer billete de 1000 francos tras la II Guerra Mundial, seguidos por las denominaciones de 100 LUF en 1986 y 5000 LUF en 1993.

Los billetes que se encontraban en circulación antes de la entrada del euro eran los de las denominaciones que a continuación se detallan:
| Imagen del anverso | Imagen del reverso | Denominación | Color predominante | Dimensiones | Anverso | Reverso                                                 |
| ------------------ | ------------------ | ------------ | ------------------ | ----------- | --- | ------------------------------------------------------- |
|                    |                    | 100 Francos  | Rojo               | 142 x 76 mm | 100 - CENT FRANCS - Gran Duque Juan - Palacio del Gran Ducado - INSTITUT MONETAIRE LUXEMBOURGEOIS - GRAND-DUCHE DE LUXEMBOURG | 100 - HONNERT FRANG - Ciudad de Luxemburgo - LËTZEBUERG |
|                    |                    | 1000 Francos | Marrón             | 154 x 76 mm | 1000 - MILLE FRANCS - Gran Duque Juan - INSTITUT MONETAIRE LUXEMBOURGEOIS - GRAND-DUCHE DE LUXEMBOURG                         | 1000 - DAUSEND FRANG - LËTZEBUERG                       |
|                    |                    | 5000 Francos | Verde              | 160 x 76 mm | 5000 - CINQ MILLE FRANCS - Gran Duque Juan - INSTITUT MONETAIRE LUXEMBOURGEOIS - GRAND-DUCHE DE LUXEMBOURG                    | 5000 - FENNEF DAUSEND FRANG - LËTZEBUERG                |